# 四天王寺八角亭
四天王寺 八角亭（してんのうじ はっかくてい）は大阪市天王寺区の四天王寺本坊庭園内にある洋風建築（あずまや）である。

## 概要
1903年（明治36年）に大阪府で第5回内国勧業博覧会が開かれ、その時に小奏楽堂としてパビリオンで使用されていた洋風建築物だった。ルネサンス様式の平面八角形の建物で、庇柱は吹き放ちとし、軒にはバージボードと呼ばれる装飾が施してあり、窓には色ガラスを嵌めている。母屋柱はコリント式の柱頭飾を付け、モールディングの廻り縁を巡らしている。博覧会終了後、現在地に移築された。1997年（平成9年）7月15日には、国の登録有形文化財に登録された。

## 利用情報
- 利用時間 - 8:30～16:00（受付は15:30まで）
- 所在地 - 大阪市天王寺区四天王寺1-11-18
- 入館料 - 大人（高校生以上）300円、小・中学生200円。小学生未満無料。
- 休館日 - 無休(四天王寺での法要の際、休園の場合有。庭園休園日〔要問い合わせ〕除く)

## 交通アクセス
- 地下鉄谷町線 四天王寺前夕陽ヶ丘駅 徒歩5分
- JR大阪環状線 天王寺駅 徒歩15分

## 周辺情報
- 天王寺公園
  - 慶沢園
  - 大阪市立美術館
- 茶臼山古墳